# Pleurocrypta meridionalis
Pleurocrypta meridionalis is een pissebed uit de familie Bopyridae. De wetenschappelijke naam van de soort is voor het eerst geldig gepubliceerd in 1975 door Lemos de Castro & Brasil Lima.